# Udostojnienie herbu

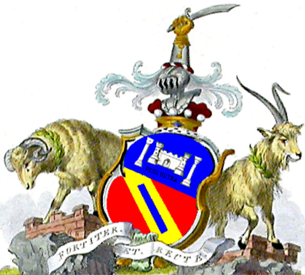
Przykład herbu udostojnionego

Udostojnienie herbu – heraldyczne określenie zaszczytnych dodatków do herbu.
Udostojnienie herbu miało miejsce najczęściej z nadaniem tytułu arystokratycznego lub indygenatu.
Najczęściej stosowanym udostojnieniem było dodanie do herbu zaszczytnych figur lub godeł. W Austro-Węgrzech, Imperium Rosyjskim i Starej Rzeszy często dodawano do dawnego herbu czarnego dwugłowego orła w złotym polu, dzieląc przy tym tarczę na 2, 3, 4 pola, lub umieszczając udostojnienie w tarczy sercowej.
Królowie Polski, nadając indygenaty lub tytuły, dodawali najczęściej do herbu nagradzanej osoby Orła Białego.
Podobnie udostajniany jest herb baroneta w Wielkiej Brytanii – poprzez dodanie do herbu małej tarczki sercowej lub umieszczonej w kantonie z herbem Ulsteru lub flagą Szkocji.
Udostojnieniem herbu jest też dodanie jednego lub więcej hełmów heraldycznych. W ten sposób, dodaniem drugiego hełmu, oznaczano w Austro-Węgrzech i Niemczech tytuł kawalera (Ritter).
Innymi sposobami udostajniania było dodanie trzymaczy herbowych czy dewizy herbowej.
Do udostojnienia herbu nie zalicza się umieszczanych za tarczą lub obok oznak godności, o ile nie były dziedziczne.